# Ixodes laysanensis
Ixodes laysanensis är en fästingart som beskrevs av Wilson 1964. Ixodes laysanensis ingår i släktet Ixodes och familjen hårda fästingar. Inga underarter finns listade i Catalogue of Life.